# Pielice (powiat zielonogórski)
Pielice – kolonia w Polsce położona w województwie lubuskim, w powiecie zielonogórskim, w gminie Nowogród Bobrzański.
W latach 1975–1998 miejscowość administracyjnie należała do województwa zielonogórskiego.